# Okręg wyborczy Aberdeen South
Okręg wyborczy Aberdeen South powstał w 1885 r. i wysyła do brytyjskiej Izby Gmin jednego deputowanego. Okręg obejmuje południową część miasta Aberdeen.

## Deputowani do brytyjskiej Izby Gmin z okręgu Aberdeen South
- 1885–1907: James Bryce, Partia Liberalna
- 1907–1917: George Esslemont, Partia Liberalna
- 1917–1918: John Fleming, Partia Liberalna
- 1918–1935: Frederick Thomson, Szkocka Partia Unionistyczna
- 1935–1946: Douglas Thomson, Szkocka Partia Unionistyczna
- 1946–1966: Priscilla Buchan, baronowa Tweedsmuir, Szkocka Partia Unionistyczna
- 1966–1970: Donald Dewar, Partia Pracy
- 1970–1983: Iain Sproat, Partia Konserwatywna
- 1983–1987: Gerry Malone, Partia Konserwatywna
- 1987–1992: Frank Doran, Partia Pracy
- 1992–1997: Raymond Robertson, Partia Konserwatywna
- 1997–2015: Anne Begg, Partia Pracy
- 2015–2017: Callum McCaig, Szkocka Partia Narodowa
- 2017–2019: Ross Thomson, Partia Konserwatywna
- od 2019: Stephen Flynn, Szkocka Partia Narodowa